# Obanliku jezik
Obanliku jezik (abanliku; ISO 639-3: bzy), cross river jezik, podskupine bendi, kojim govori 65 000 ljudi (Faraclas 1989) u nigerijskoj državi Cross River.
Srodan je jeziku alege [alf]. Ima nekoliko dijalekata: bebi, busi, basang, bisu (gayi) i bishiri. Pripadnici etničke grupe zovu se Obanliku.

## Vanjske poveznice
- Ethnologue (14th)
- Ethnologue (15th)